# بيرنيفيل (باد كاليه)
بيرنيفيل، باد كاليه (بالفرنسية: Berneville)‏ هي بلدية تقع في إقليم باد كاليه من منطقة نور با دو كاليه في شمال فرنسا. تبلغ مساحة هذه المدينة 5.63 (كم²)، وترتفع عن سطح البحر 91 م، يبلغ عدد سكانها 425 نسمة حسب إحصاء المعهد الوطني للإحصاء والدراسات الاقتصادية سنة 2009 م. وترأس Jean-Jacques Duhem البلدية خلال فترة (2008-2014).

## شخصيات مشهورة
موريس دي هارتوي (1892–1981) جندي، سياسي، كاتب, ولد في بيرنيفيل ودفن فيها.